# 本溪市高级中学
本溪市高级中学简称本溪高中，始建于1953年，是辽宁省本溪市平山区的一所高中，是本溪市创办的第一所独立高中，是辽宁省首批重点中学之一。
1999年被辽宁省政府授予“辽宁省模范学校”;2003年被辽宁省教育厅批准为“辽宁省首批示范性普通高中”。后本溪高中迁至沈本新城。
2014年，本溪高中高考出现有人违规加分的情況。